# چنگ ۲۰۵۱
سیارک ۲۰۵۱ (به انگلیسی: 2051 Chang، نامگذاری:1976UC) دو هزار و پنجاه و یکمین سیارک کشف شده‌است که در ۲۳ اکتبر ۱۹۷۶ کشف شد.
قدر مطلق سیارک برابر ۱۱٫۹۰ است.